# Gavizo-Cristail
Le pic de Gavizo-Cristail est un sommet des Pyrénées culminant à 2 884 ou 2 890 m d'altitude et situé sur la frontière franco-espagnole.
C'est un belvédère exceptionnel sur le pic du Balaïtous et la Frondella.

## Géographie

### Topographie
Il est situé sur la frontière entre la France et l'Espagne entre les croix frontière no 311 et no 312.

### Hydrographie
Le sommet délimite la ligne de partage des eaux entre le bassin de l'Adour, qui se déverse dans l'Atlantique côté nord, et le bassin de l'Èbre, qui coule vers la Méditerranée côté sud.

## Histoire
La première du Gavizo-Cristail a été réalisé en 1851 par le capitaine topographe Henri Saget et son guide Jean Biraben, dit Eschotte, qui avaient déjà conquis le pic d'Arriel.